# Big-Room
Big-Room (englisch etwa „großer Raum“) ist ein Subgenre der Electro-House-Musik. Als Grundlage gelten unter anderem Dirty-Dutch und Trance. Der Begriff entstand durch die Popularität des Genres bei Festivals und in Discotheken. Zu den bekanntesten Vertretern zählen Martin Garrix (der das Genre 2015 verließ), Hardwell und Dimitri Vegas & Like Mike.

## Charakterisierung
Big-Room-Songs basieren oftmals auf den Ideen des Dutch-House’ und Electro-House. Die Lieder werden meistens aus einfachen Teilen zusammengebaut. In der Regel besteht der Big-Room-Track aus zwei Drops und zwei Breaks mit jeweils einer Bridge (Musik), die diesen vorausgehen. Wichtige charakteristische Merkmale sind minimalistischer Einsatz von Percussions, eingängige Melodien, ein Beat im Subbassbereich, einfache Melodien und durch Synthesizer erstellte sogenannte Breakdowns. Der Aufbau eines Big-Room-Arrangements ist dem Layout eines typischen Electro-House-Songs sehr ähnlich, was ein weiterer Grund dafür ist, dass Big-Room als ein Subgenre des Electro-House’ bezeichnet wird.

### Crossovers
Durch die gute Eignung für Festivals und DJ-Sets auf Grund des simplen Aufbaus entstanden große Mengen an Crossovers mit anderen Genres. So basieren Build-Up und Kick meist auf Grundlage des Big-Rooms und die Synthies und Sound-Effekte wurden aus anderen Genres übernommen. Hardstyle-DJ Headhunterz bildet mit der Veröffentlichung des Liedes Once Again einem Mix aus Hardstyle und Big-Room seinen Wechsel zu diesem Musikstil ab. Armin van Buuren produzierte mit Liedern wie Off the Hook oder If It Ain’t Dutch Big-Room-Produktionen mit Trance-Einflüssen oder Musiker wie KURA und NoTech fanden sich in einem Crossover von Jungle-Terror und Big-Room wieder. Seit 2020 kombinieren zahlreiche langjährige Big-Room-Vertreter das Genres mit Elementen aus der Techno-Musik.

## Entwicklung

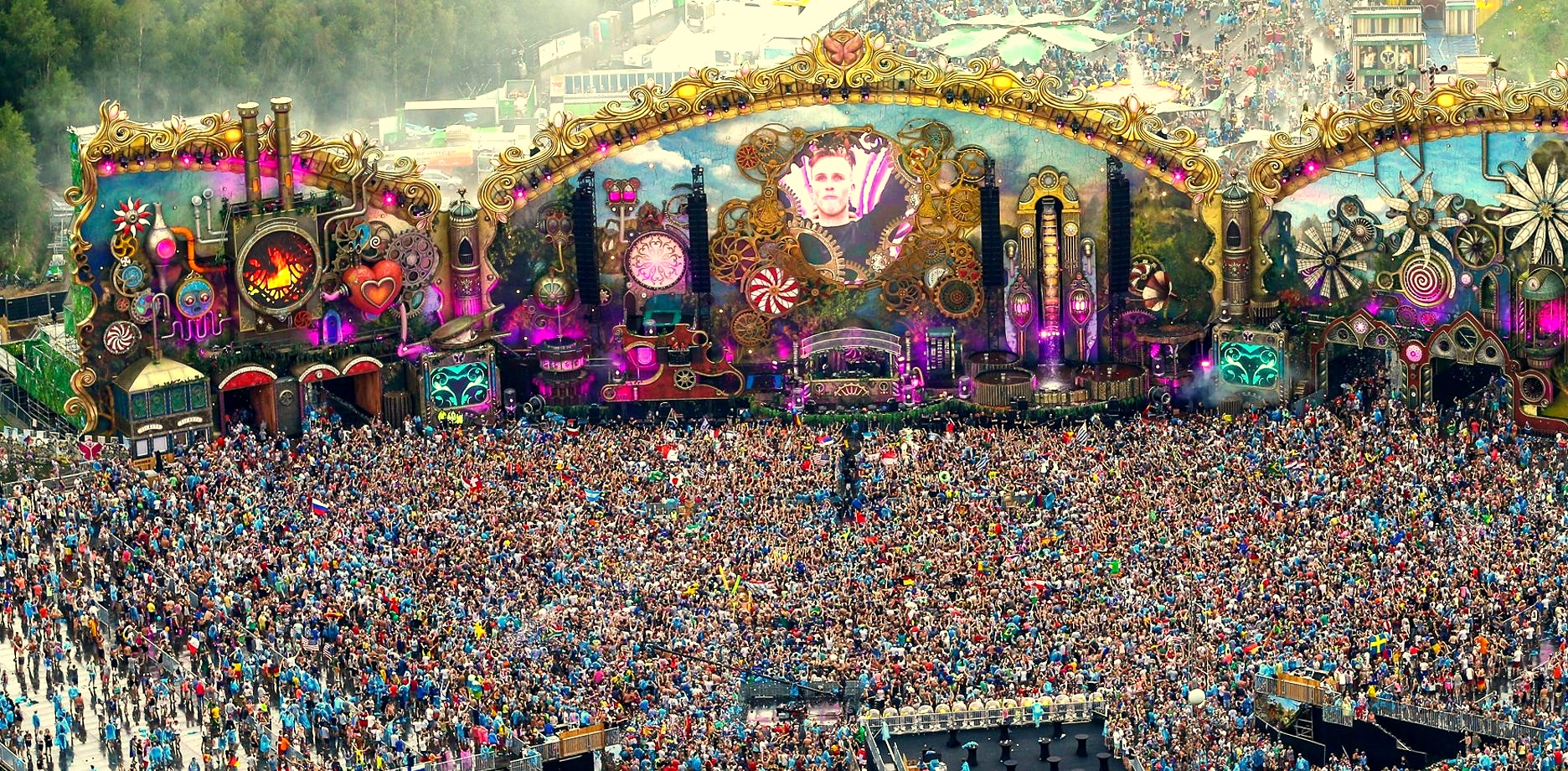
Durch Festivals wie dem Tomorrowland konnte sich das Genre durchsetzen.

Popularität gewann der Stil insbesondere durch zahlreiche EDM-orientierte Touren und Festivals wie z. B. das Tomorrowland, das Ultra Music Festival sowie die weltweit beliebten Holi-Festivals.
Bekannt wurde das Genre insbesondere durch Epic von den niederländischen Produzenten Quintino und Sandro Silva sowie Spaceman von Hardwell. Beide Lieder entwickelten sich Mitte bis Ende 2012 zu weltweiten Erfolgen. Insbesondere auf Festivals wurden die Lieder gespielt und waren sehr beliebt. Zu den ersten Big-Room-Produktionen zählt auch der Track Rattle von dem niederländischen DJ- und Producer-Duo Bingo Players, der Ende 2011 veröffentlicht wurde. Zudem stellt er ein Crossover dieses Genres zum Dirty-Dutch-Stil dar. Nachgelegt wurde durch die Lieder Tsunami von Dvbbs in Zusammenarbeit mit Borgeous sowie Animals des zu dem Zeitpunkt noch 17-Jährigen Martin Garrix, die die Sounds des Big-Rooms in noch viele weitere Richtungen brachten und in mehreren Ländern auch lange die Spitzenpositionen der offiziellen Verkaufscharts belegten. Als weitere wichtige frühe Stücke des Subgenres gelten die Lieder Wakanda der belgischen Brüder Dimitri Vegas & Like Mike, Cannonball von Showtek und Justin Prime sowie LRAD des ursprünglich im Dubstep aktiven Duos Knife Party.
Das Jahr 2016 wird als das Jahr des Abebben des Genres genannt. In diesem entfernten sich eine Reihe der ausschlaggebenden Vertreter, darunter Martin Garrix und Dvbbs. Crossovers mit Hardstyle oder Future-Bass wurden aufgrund der steigenden Popularität dieser Genres immer gängiger. Entgegen diesem Trend veröffentlichte Hardwells Plattenlabel Revealed Recordings weiterhin Big-Room-Produktionen, unter anderem von Olly James, Maddix oder KEVU.
Kolumnist Maximilian Wild vom Online-Magazin „Dance-Charts“ schrieb zum Wandel des Genres:

„Wir leben in Zeiten, da mit wenigen Ausnahmen kaum noch hochwertige Bigroom-Produktionen auf den Markt geworfen werden und sich die einstigen Gesichter dieser Musik von dem Genre abwenden. DVBBS machen inzwischen Future Pop, Martin Garrix scheint seinen Kinderschuhen entwachsen zu sein und seinen eigenen Sound gefunden zu haben und selbst der Großmeister Hardwell experimentiert in diesem Jahr so viel wie nie – mit Jungle Terror, Garage House, Hardstyle, Trance und klassischem Dancepop war alles irgendwie vertreten“

## Kritik
Big-Room gilt in der EDM-Szene als umstrittenes Thema und wurde von zahlreichen Musikproduzenten kritisiert. Hintergrund für die Kritik ist der angeblich eintönige und an Kreativität und Originalität mangelnde EDM-Sound. Mixmag beschrieb das Genre als eine Fusion aus „titanische Breakdowns und makellos, monotone Produktionsästhetik (sprich: „lowest common denominator 'beats'“).“ In einem Reddit-Post von Wolfgang Gartner wurde Big-Room als „Witz“ beschrieben, woraufhin durch Übersättigung an Events sowie des Verkaufes von billiger Dancemusik der Major-Labels an Teenager resultierende größte Probleme der EDM-Industrie angesprochen wurden. Bekannte Produzenten wie Axwell und Steve Angello, die Teil der Swedish House Mafia waren, haben die Notwendigkeit für mehr kreative und experimentelle EDM-Tracks betont.
Mitte 2013 lud das schwedische DJ-Duo Daleri einen einminütigen Mix auf SoundCloud hoch, der den Titel Epic Mashleg trug. Dieser besteht aus 15 Big-Room-Drops, die in voller Länge auf Beatport Spitzenpositionen in den Kategorien Electro- und Progressive House belegten. Dazu ist anzumerken, dass die Beatport-Kriterien für einen Progressive-House-Track nicht denen von Spezialisten entsprechen. Die Drops werden hierbei nur durch einen knappen Kick getrennt und allesamt in Folge abgespielt, darunter Lieder von Dimitri Vegas & Like Mike, Hardwell und W&W. Hierbei fällt auf, dass die Differenzierung der Lieder beinahe unmöglich ist und sie sich in Melodie und Aufbau beinahe gleichen, was die Absicht des Mash-Ups war. Mitglied Eric Kvarnström sagte dazu: „Das Erschreckende daran ist, dass täglich neue Tracks dieser Art erscheinen. Jeden Tag neue Tracks und alle sind gleich und das wird so weiter gehen, die ganze Zeit.“ Die Produktionen des Duos weist ebenfalls starken Einfluss des Big-Rooms auf, der sich insbesondere in ihren Veröffentlichungen bei Armada Music widerspiegelt, sie begründen diesen jedoch durch ihre Grundlagen des Complextro-House.
Ebenfalls 2013 entwickelte sich ein Streit zwischen den beiden Top-Produzenten Deadmau5 und Afrojack über die Social-Media-Plattform Twitter in Bezug auf Originalität der House-Musik. Es endete damit, dass Afrojack einen viereinhalbminütigen Track mit dem Titel something_ produzierte, der mit dem Stil von Deadmau5 beginnt und in einem Dirty-Dutch-Stil endet. Deadmau5 lud als Antwort den kurzen Track DROP Da Bomb hoch, mit dem er Kritik an die gesamte Big-Room-Szene äußerte.

## Bekannte Vertreter
- Blasterjaxx
- Bassjackers
- DVBBS (bis 2015)
- Martin Garrix (bis 2015)
- Maddix
- Hardwell
- Headhunterz (bis 2017)
- DBSTF
- Timmy Trumpet
- Firebeatz
- Julian Jordan (bis 2017)
- VINAI (bis 2019)
- DANNIC
- Sandro Silva
- SICK INDIVIDUALS
- R3HAB (bis 2017)
- Tiesto (bis 2018)
- KSHMR (bis 2020)
- KAAZE
- Showtek (bis 2019)
- Dimitri Vegas & Like Mike
- Ummet Ozcan (bis 2019)
- Tony Junior (bis 2017)
- Wolfpack
- W&W